# Piora
Piora là một chi thực vật có hoa trong họ Cúc (Asteraceae).

## Loài
Chi Piora gồm các loài: